# Gynoplistia (Gynoplistia) kiandra
Gynoplistia (Gynoplistia) kiandra is een tweevleugelige uit de familie steltmuggen (Limoniidae). De soort komt voor in het Australaziatisch gebied.